# Maria Sjöstrand-Pettersson
Maj-Britt Ebba Maria Sjöstrand-Pettersson, född 5 september 1927 i Göteborg, död där 24 juli 2004, var en svensk skådespelare, målare och grafiker.

## Biografi
Maria Sjöstrand-Pettersson var dotter till bokförläggaren Oscar Sjöstrand och sångerskan Ebba Larsson och syster till poeten och akademiledamoten Östen Sjöstrand och konstnären Larsinge Sjöstrand. Hon växte upp i en konstnärligt stimulerande miljö och var länge osäker på vilken konstform hon skulle välja. Hon utbildade sig först till skådespelare vid Gösta Terserus teaterskola samt vid Göteborgs stadsteaters elevskola 1948–1951 och var därefter verksam vid Göteborgs stadsteater 1952–1953, Riksteatern 1954–1955 och vid Borås teater 1955–1958 innan hon övergick till bildkonsten. Redan under sin teatertid arbetade hon med träsnitt och krokiteckning. Hon studerade som specialelev vid Slöjdföreningens skola i Göteborg 1955–1956. Tillsammans med Olle Langert ställde hon ut i Original-Odhners konstklubb i Göteborg 1955 och hon medverkade i Borås konstförenings höstsalonger. 
Maria Sjöstrand-Pettersson gifte sig 1956 med banktjänstemannen Åke Sigurd Pettersson.

## Teater
| År   | Roll            | Produktion                           | Regi              | Teater            |
| ---- | --------------- | ------------------------------------ | ----------------- | ----------------- |
| 1954 | Julie           | Fröken Julie August Strindberg       | Tommy Eisler      | Atelierteatern    |
| 1956 |                 | Råttfällan Agatha Christie           | Anita Blom        | Borås kretsteater |
| 1957 | Fyokla Ivanovna | Vigseln Nikolai Gogol                | Anita Blom        | Borås kretsteater |
| 1957 |                 | Mariana Pineda Federico García Lorca | Åke S. Pettersson | Borås kretsteater |
| 1958 |                 | Kärleksgåvan Christopher Fry         | Anita Blom        | Borås kretsteater |

## Radioteater

### Roller
| År   | Roll      | Produktion                                                 | Regi                |
| ---- | --------- | ---------------------------------------------------------- | ------------------- |
| 1950 | En kvinna | Miljonpundssedeln (The Million Pound Bank Note) Mark Twain | Benkt-Åke Benktsson |